# Oberholz (Hergensweiler)
Oberholz (mundartlich: Obərholts) ist ein Gemeindeteil der Gemeinde Hergensweiler im bayerisch-schwäbischen Landkreis Lindau (Bodensee).

## Geographie
Das Dorf liegt circa 1,5 Kilometer westlich des Hauptorts Hergensweiler. Südlich des Orts verläuft die Bundesstraße 12. Westlich von Oberholz verläuft die Ländergrenze zur Stadt Wangen im Allgäu in Baden-Württemberg.

## Ortsname
Der Ortsname stammt vom frühneuhochdeutschen Wort gehölze und bedeutet (Siedlung am) oberhalb gelegenen Wald.

## Geschichte
Oberholz wurde erstmals urkundlich um das Jahr 1432 als ze Oberholcz mit der Familie Bernharten erwähnt. Oberholz gehörte einst zum äußeren Gericht der Reichsstadt Lindau.